# ArianeGroup
ArianeGroup (tidigare Airbus Safran Launchers) är ett rymdföretag baserat i Frankrike. Företaget är ett samriskföretag mellan Airbus och Safran SA bildat 2015. ArianeGroup håller på att utveckla Ariane 6, vilken är tänkt att ersätta Ariane 5 som ESA:s tungviktsraket.  

## Produkter

### Rymdraketer
Dotterbolaget Arianespace erbjuder uppskjutningar till rymden av satelliter med hjälp av Ariane-rakter. Arianespace var, vid bildandet 1980, en av de första privata aktörerna som erbjöd uppskjutningar till rymden. Utöver Ariane-raketer erbjuds uppskjutningar med ryska Soyuz-raketer och italienska Vega. Uppskjutningar sker från Centre Spatial Guyanais i Franska Guyana.
ArianeGroup utvecklar Ariane 6 som ska vara klar för första uppskjutning år 2023. Utöver det har utvecklingen av ArianeNext påbörjats. Den ska, till skillnad från övriga raketer i familjen, vara återanvändbar.

### Missiler
ArianeGroup är huvudleverantör till M51, en ballistisk missil avsedd att avfyras från ubåtar. Missilen används av Frankrikes flotta.
I januari 2019 meddelade ArianeGroup att de håller på att utveckla en hypersonisk glidfarkost vid namn V-Max. Den är det första europeiska hypersoniska vapnet utvecklat utanför Ryssland. 

### Raketmotorer
ArianeGroup tillhandahåller ett antal raketmotorer . Bland annat:
- Vulcain 2.1
- Vinci
- HM7B
- Aestus
- Prometheus